# Nematocampa orfordensis
Nematocampa orfordensis là một loài bướm đêm trong họ Geometridae.